# Keefus Ciancia
Keefus Ciancia nebo též Keith (* 6. listopadu 1972) je americký hudebník, producent a skladatel. Řadu let spolupracoval s T-Bone Burnettem (hrál například na jím produkovaných albech a také se podílel na skládání hudby k seriálu Temný případ).
Během své kariéry spolupracoval s mnoha dalšími hudebníky, mezi něž patří například Cassandra Wilsonová, Everlast, Meshell Ndegeocello a Elton John. Složil například hudbu k filmu Pod zemí (2014). V roce 2015 založil spolu se zpěvačkou Jade Vincent a Davidem Holmesem projekt Unloved.

## Diskografie
| Rok  | Album                                  | Interpret                                      |
| ---- | -------------------------------------- | ---------------------------------------------- |
| 2000 | Eat at Whitey's                        | Everlast                                       |
| 2001 | The Id                                 | Macy Gray                                      |
| 2001 | Motherland                             | Natalie Merchant                               |
| 2002 | C'mon, C'mon                           | Sheryl Crow                                    |
| 2002 | Streetlight                            | Mother Tongue                                  |
| 2003 | Ghost Note                             | Mother Tongue                                  |
| 2004 | ForThemAsses                           | OPM                                            |
| 2004 | White Trash Beautiful                  | Everlast                                       |
| 2005 | Extraordinary Machine                  | Fiona Apple                                    |
| 2009 | Black Magic                            | Swollen Members)                               |
| 2006 | The True False Identity                | T-Bone Burnett                                 |
| 2006 | Thunderbird                            | Cassandra Wilsonová                            |
| 2007 | The Story                              | Brandi Carlile                                 |
| 2008 | Love, War and the Ghost of Whitey Ford | Everlast                                       |
| 2008 | Pebble to a Pearl                      | Nikka Costa                                    |
| 2008 | A Good Day                             | Priscilla Ahn                                  |
| 2009 | Lal Meri                               | Lal Meri                                       |
| 2009 | A Stranger Here                        | Ramblin' Jack Elliott                          |
| 2009 | Devil's Halo                           | Meshell Ndegeocello                            |
| 2009 | Blood from Stars                       | Joe Henry                                      |
| 2010 | Myth of the Heart                      | Sahara Smith                                   |
| 2010 | The Union                              | Elton John a Leon Russell                      |
| 2010 | Women + Country                        | Jakob Dylan                                    |
| 2011 | Reverie                                | Joe Henry                                      |
| 2011 | Selah Sue                              | Selah Sue                                      |
| 2011 | Nebula                                 | Laïka Fatien                                   |
| 2011 | Weather                                | Meshell Ndegeocello                            |
| 2011 | I'll Never Get Out of This World Alive | Steve Earle                                    |
| 2012 | Glad Rag Doll                          | Diana Krall                                    |
| 2012 | Can't Go Back                          | Tanita Tikaram                                 |
| 2013 | Fanfare                                | Jonathan Wilson                                |
| 2013 | More Light                             | Primal Scream                                  |
| 2013 | Your Turn                              | Ceramic Dog                                    |
| 2013 | This Is Where We Are                   | Priscilla Ahn                                  |
| 2013 | The Diving Board                       | Elton John                                     |
| 2014 | The Golden Echo                        | Kimbra                                         |
| 2014 | Sucker                                 | Charli XCX                                     |
| 2014 | Put Your Needle Down                   | The Secret Sisters                             |
| 2015 | Tomorrow Is My Turn                    | Rhiannon Giddens                               |
| 2015 | I Love You, Honeybear                  | Father John Misty                              |
| 2016 | Guilty of Love                         | Unloved                                        |
| 2017 | Jupiter Calling                        | The Corrs                                      |
| 2017 | Blitz                                  | Étienne Daho                                   |
| 2017 | Pure Comedy                            | Father John Misty                              |
| 2017 | Who Built the Moon?                    | Noel Gallagher's High Flying Birds             |
| 2019 | Amidst the Chaos                       | Sara Bareilles                                 |
| 2019 | Sinner                                 | Leslie Stevens                                 |
| 2019 | Heartbreak                             | Unloved                                        |
| 2019 | Gravel & Dust                          | Ilse DeLange                                   |
| 2020 | Logan Ledger                           | Logan Ledger                                   |
| 2019 | The Invisible Light: Acoustic Space    | T-Bone Burnett, Jay Bellerose a Keefus Ciancia |